# KT Tunstall
Kate Victoria Tunstall (St. Andrews, 23 de juny de 1975), coneguda com a KT Tunstall és una cantautora escocesa nominada als Premis Grammy i guanyadora d'un premi Brit.

## Biografia
KT va néixer a Edimburg, Escòcia, de mare d'ascendència xinès-escocesa i pare irlandès; va ser adoptada amb 18 dies. El seu pare adoptiu era professor de física a la Universitat de St. Andrews i la seva mare adoptiva mestra d'escola primària. Kate té un germà gran que es diu Joe i un altre de petit, Daniel. Va créixer a St Andrews, un poble de Fife. Quan tenia aproximadament vint anys va conèixer a la seva mare biològica, qui li va dir que el seu pare biològic era un cantant de música folk. Va passar temps actuant a la famosa església de Burlington, Vermont, i en una comuna situada també a Vermont. "KT" és l'abreujament de Katie que, en anglès, es pronuncia igual que "KT".
Des de 2003 KT surt amb Luke Bullen, el bateria de la seva banda. La parella va contreure matrimoni el 6 de setembre de 2008 en les Sky Island.

## Carrera

### Inicis de la seva carrera
Tunstall va estudiar a la High School of Dundee, a Dundee, Madras College de St Andrews, a la Kent School, a Connecticut i al Royal Holloway, de Londres, Anglaterra
Als 20 anys, ella tocava en bandes musicals independents com Elia Drew i Tomoko. S'enfocava a escriure les cançons, i a fer concerts amb membres de Fence Collective. Tunstall havia viscut amb Gordon Anderson (The Beta Band i The Aliens), de qui tracta a la cançó "Funnyman", del seu segon àlbum Drastic Fantastic. També va fer una gira amb la banda de música klezmer Oi Va Voi, i es va quedar amb ells mentre estaven fent el seu àlbum, Laughter Through Tears.
La discogràfica britànica Relentless Records li va fer una oferta independent. No obstant això, Tunstall havia decidit signar amb una reconeguda discogràfica nord-americana, i al principi va rebutjar l'oferta. Però quan finalment el contracte no es va signar, va decidir signar amb Relentless.
Encara que va reconèixer el potencial en la qualitat de la seva veu i les seves cançons, fins a aquest punt, l'avaluació del co-fundador de Relentless, Shabs Jobanputra, era que ella "no estava llesta encara", i llavors, juntament amb el representant de Tunstall, Jobanputra va discutir "el procés de com vam veure com ella sorgia i com podríem treballar, de per què pensem que les seves cançons eren molt bones, de per què pensem que ella era molt bona, i per què podria funcionar si ens preníem el temps suficient." Després de signar, va haver de passar molt temps per al desenvolupament de certes cançons i polir a Tunstall a través de concerts abans que ella estigués preparada del tot.

### 2004-2007:Eye to the TelescopeiAcoustic Extravaganza
El seu disc debut, Eye to the Telescope'', es va llançar a finals del 2004.
La primera aparició notable de Tunstall va ser en una presentació en solitari de la seva cançó de blues-folk "Black Horse and the Cherry Tree" al programa Later... with Jools Holland. La presentació va tenir èxit i en només 24 hores s'havia de preparar per a un altre programa de presentació de Nas que es va cancel·lar. Ella es va presentar com a solista tocant una guitarra, una pandereta i un pedal de loop. Va ser la més votada en una enquesta post-show d'aquest episodi en el lloc web del programa.
Després de la seva aparició, Eye to the Telescope va ser rellançat i va estar en els llocs més alts en el ránking britànic, arribant fins al núm. 3 (en el seu primer llançament havia entrat en el núm. 73); va ser nominat al Premi Mercury Music 2005. Va ser llançat als Estats Units el 7 de febrer de 2006.
"Black Horse and the Cherry Tree" va ser un dels senzills més reeixits i les cançons més difoses per les ràdios el 2005 al Regne Unit. En el rànquing de senzills d'UK, el senzill va aconseguir el núm. 28 i en el US Billboard Hot 100, va aconseguir el núm. 20. El proper senzill de l'àlbum al Regne Unit va ser "Other Side of the World" mentre que "Suddenly I See" va ser llançada als Estats Units i va ser usada en els crèdits d'obertura de la pel·lícula El diable vesteix de Prada, així com en Ugly Betty. Els següents senzills que van ser llançats de l'àlbum van ser "Under the Weather" i "Another Place to Fall" que també va tenir èxit.
Tunstall va llançar després un àlbum acústic, al maig de 2006, KT Tunstall's Acoustic Extravaganza, el qual incloïa cançons inèdites escrites anteriorment, així com b-sides i versions acústiques d'alguns temes del seu primer disc. Al principi, l'àlbum només estava disponible a la seva pàgina web, a través de comanda per correu. Posteriorment, a l'octubre de 2006, l'àlbum va ser llançat de forma física.
El salt nord-americà de Tunstall va arribar quan la concursant d'American Idol Katharine McPhee la va contactar per preguntar-li si podia cantar "Black Horse and the Cherry Tree" com a elecció per a una setmana dedicada a cançons de Billboard. Al mateix temps, la cançó era el núm. 79 del rànquing de Billboard. Tunstall no va tenir objeccions a donar la seva opinió a programes com American Idol, dient "el principal problema que tinc és que tot està totalment controlat. Sempre els diuen què dir i com cantar." Ella va decidir donar-li permís, ja que sentia que "ningú en aquest programa li va dir a Katharine McPhee que cantés la meva cançó perquè ningú la coneixia". Tunstall tenia raó, la cançó va ser suggerida a McPhee per l'autor i columnista de Billboard Fred Bronson.
La cançó va saltar immediatament al núm. 23 en el rànquing de Billboard a la setmana següent de la presentació de McPhee.
Tunstall va cantar amb la banda escocesa Travis al seu àlbum de 2007 The Boy with No Name, a la cançó "Under the Moonlight", una cançó escrita per Susie Hug.

### 2007-2008:Drastic Fantastic
El segon àlbum de Tunstall, Drastic Fantastic, va ser llançat el 3 de setembre de 2007 a Escòcia, el 10 de setembre de 2007 al Regne Unit i el 18 de setembre de 2007 als Estats Units. En la seva primera setmana, Drastic Fantastic va aconseguir el núm. 1 en el rànquing d'àlbums escocesos, el núm. 3 en el ránking britànic, i el núm. 9 en el rànquing americà. El primer senzill de l'àlbum, "Hold On", va ser llançat en el Regne Unit a l'agost del 2007, debutant en el núm. 34 i aconseguint el núm. 21. La cançó també va tenir molt èxit en algunes nacions europees, arribant al núm. 19 a Itàlia, el núm. 19 a Noruega, el núm. 26 a Suïssa i el núm. 39 a Irlanda. El segon senzill de l'àlbum, "Saving My Face", va ser llançat al desembre de 2007. La cançó no va arribar al Top 40 dels UK Singles Charts, però sí va arribar al núm. 50, durant tres setmanes. Malgrat no arribar al Top 40 al Regne Unit, el núm. 23 al Top 40 d'Itàlia, i al núm. 93 de Suïssa. El tercer i últim senzill a nivell mundial, "If Only", va ser llançat al març del 2008, convertint-se en el segon senzill l'àlbum en no arribar al top 40 del Regne Unit, sinó que va arribar al núm. 45.
Als Estats Units, "Hold On" va tenir un èxit moderat arribant al núm. 95 al US Billboard Pop Chart i el núm. 27 en el US Billboard Adult Top 40. No va poder arribar als primers llocs de Billboard Hot 100 charts, arribant al núm. 104 del US Billboard Hot 100. Drastic Fantastic es va convertir en un dels seus millors àlbums a les llistes fins avui, arribant al núm. 3 dels UK Album Charts, encapçalant els Scottish Album Charts i arribant al top 10 dels US Billboard 200 Album Charts, arribant al núm. 9. Els últims senzills de Fantasic, "Saving My Face" i "If Only" van tenir èxit moderat, arribant al núm. 50 i 45, respectivament, en els UK Singles Charts.
Tunstall va comentar que la portada de l'àlbum s'havia inspirat en la cantant de rock Suzi Quatro.
El 5 d'octubre de 2007, el departament de descomptes de la cadena de tendes Target, en associació amb NBC, va llançar un EP especial de Nadal de KT Tunstall en format CD, Sounds of the Season: The KT Tunstall Holiday Collection. El 10 de desembre de 2007, va ser llançat a Europa sota el títol de Have Yourself a Very KT Christmas.
El 2008, Tunstall va gravar una cançó per a l'àlbum Songs for Survival, en suport a l'organització internacional dels drets dels indígenes Survival International. En un video per Survival International, ella parla de la música com una força pel bé, i sobre el que ella va aprendre sobre la gent de les tribus en aquest projecte. També opina sobre certs problemes respecte a la nostra cultura, com el consumisme i l'avarícia, la nostra relació amb la terra i la importància dels drets dels indígenes al món d'avui.
Tunstall també va treballar amb Suzanne Vega en el seu àlbum de 2007 Beauty & Crime, cantant els cors a les cançons "Zephyr and I" i "Frank and Ava". En el llibret de l'àlbum, Vega va revelar que les dues mai es van conèixer durant el procés de la creació de l'àlbum.

### 2010-2011:Tiger Suit
L'11 de febrer de 2010, The Daily Record va informar que Tunstall havia enregistrat el seu nou àlbum en el famós estudi Hansa de Berlín. Situat prop de l'antiga unicació del Mur de Berlín, l'estudi va ser usat per fer àlbums llegendaris incloent Heroes de David Bowie i Achtung Baby de U2. Tunstall va dir "vaig tenir unes increïbles tres setmanes gravant a Hansa a Berlín al gener i estic acabant-ho a Londres." El seu tercer àlbum, titulat Tiger Suit, es va llançar en el Regne Unit el 27 de setembre de 2010 i als Estats Units el 5 d'abril de 2010.
Tunstall va dir que el títol de l'àlbum estava inspirat en un somni recurrent que tenia, abans de descobrir que l'any 2010 era l'Any Xinès del Tigre. En el somni, ella està amb el seu germà petit, veient un tigre en el jardí de la seva casa i surt cap a fora per acariciar-lo. Quan torna a l'interior de la seva casa, està angoixada per la por que el tigre l'hagués pogut matar. A través dels anys, se li ha ocorregut que la raó per la qual el tigre respon de forma apassionada és que ella està disfressada de tigre, portant posat un vestit de tigre. Ella va dir que mentre escrivia i gravava l'àlbum, va trobar un nou so que va anomenar "techno nartural", que barreja instrumentació orgànica amb textures ballables i electròniques, com ja feia Björk des de 1993. En una presentació a Londres, Tunstall va oferir una descripció poc comuna de les cançons del seu tercer àlbum: "Com Eddie Cochran treballant amb Leftfield".
El primer senzill de l'àlbum va ser "Fade Like a Shadow" als Estats Units i "(Still a) Weirdo" al Regne Unit. Aquests senzills van ser llançats abans de l'àlbum.
Tunstall també ha estat telonera del programa musical de comèdia de BBC Two Never Mind the Buzzcocks, al primer en l'episodi 8 de la temporada 21 (2008), i a l'episodi 10 de la temporada 24 (2012).
Tunstall va llançar un EP totalment acústic el dia 1 de maig de 2011, titulat The Scarlet Tulip EP, el qual va gravar en el seu propi estudi d'energia solar a la seva casa en el camp de Berkshire, compost de cançons que ella va escriure mentre gravava Tiger Suit i que no va ser possible incloure-les en el disc. En les cançons del EP, Tunstall s'acompanya únicament de guitarra acústica, a excepció de "Shanty of the Whale", la qual canta a cappella.

### 2012-2013: Invisible Empire // Crescent Moon, problemes personals i carrera de música per a pel·lícules
El 20 de març de 2013, Tunstall va anunciar que el seu quart àlbum es titularia Invisible Empire // Crescent Moon, que es va considerar el millor per moltes crítiques i el més malenconiós fins avui. El títol es va inspirar en les dues parts de cançons de l'àlbum: Invisible Empire, gravada a l'abril del 2012, és la meitat malenconiosa que aborda la mort del seu pare i el tema de la mortalitat, mentre l'altra meitat, Crescent Moon, gravada al novembre de 2012, està plena de cançons més etèries. Aquestes tretze cançons van formar un àlbum que Tunstall va qualificar com "des del cor," inspirada en el seu divorci amb Luke Bullen i la defunció del seu pare.
Invisible Empire // Crescent Moon va ser llançat el 10 de juny de 2013, mentre que a Alemanya i Austràlia va ser llançat el 7 de juny i al Japó i Canadà l'11 de juny. Mentre, la data de llançament als Estats Units va ser el 6 d'agost de 2013. El primer senzill, "Feel It All", va ser llançat mundialment el 10 de juny i el seu video musical el 29 d'abril.
En la seva primera setmana, l'àlbum va entrar a les llistes del Regne Unit en el núm. 14 i va tenir un entrada més modesta a Europa: va aconseguir el núm. 52 a Bèlgica, el núm. 84 a Holanda, el núm. 240 a França, el núm. 7 a Escòcia, i el núm. 56 a Suïssa. D'altra banda, l'àlbum va rebre les millors crítiques que Tunstall hagi rebut en tota la seva carrera.
El 2013, Tunstall va treballar amb Howe Gelb a Tucson, Arizona pel seu àlbum The Coincidentalist, i va gravar un duet a la cançó "The 3 Deaths of Lucky". També va participar en el segon episodi de This is Jinsy el 5 de febrer de 2014, imiatant al músic de folk Briiian Raggatan.
Un any després de llançar l'àlbum, Tunstall va deixar Edimburg per mudar-se a Los Angeles i va començar una nova carrera musical com a compositora de bandes sonores. Va estudiar composició de bandes sonores al Skywalker Ranch i va compondre i va cantar a les següents bandes sonores:
- "Miracle" per a la pel·lícula Winter's Tale, amb Colin Farrell, Russell Crowe, i Will Smith. La cançó es va llançar el 14 de febrer de 2014.
- "We Could Be Kings" escrita amb A. R. Rahman per a la pel·lícula de Disney Million Dollar Arm el 14 de maig de 2014. La cançó està inclosa a Million Dollar Arm: Original Motion Picture Soundtrack, al costat d'altres cançons d'Iggy Azalea, Sukhwinder Singh, entre d'altres.
- "Float", "Strange Sight", i un duet amb el músic Bleu a "1000 Years" per a la versió britànica de la pel·lícula de Disney Tinker Bell i la bèstia de Mai de la vida". Va ser llançat el 19 de febrer de 2015.
- "Fit It" al setembre de 2015 per a la pel·lícula About Ray, amb Naomi Watts, Doble ela Fanning i Susan Sarandon.

### 2015-present: KIN
L'any 2015, KT Tunstall anuncia estar treballant en un nou àlbum que es llançaria l'any 2016, treballant al costat de Tony Hoffer. Va enregistrar l'àlbum en un estudi situat en Atwater Village, Los Angeles, lloc que, segons ella ha declarat, la va inspirar molt per escriure les cançons. Un any després d'Invisible Empire // Crescent Moon, va deixar de gravar discos per dedicar-se de ple a la composició de bandes sonores per a pel·lícules. "Vaig parar. Em vaig rendir. Ja no ho volia fer mai més", va declarar Tunstall en una entrevista per a Broadway World. No obstant això, finalment va decidir gravar un nou àlbum, el qual ha titulat KIN. Sobre això, Tunstall ha declarat: "La veritat és que per fi vaig fer les paus amb el fet de ser una compositora de música pop. Aquest disc abraçava massa el meu dharma com a artista, el qual és escriure cançons positives que tinguin múscul, però que també mostrin el seu vulnerabiidad."

## Premis
Sumant la nominació al Premi Mercury Music, Tunstall va rebre tres nominacions als Brit awards el 2006. Tunstall va ser nominada com a millor actuació britànica en directe, millor artista revelació i millor solista britànica. A la cerimònia del 15 de febrer del 2006, Tunstall va cantar "Suddenly I See" i va guanyar el premi a la millor solista. El 22 de gener d'aquest any, KT va ser premiada amb l'European Border Breakers Award, que reconeix als artistes europeus amb més vendes fora del seu país d'origen.
Al 2007 també va rebre una nominació als Grammy com a "Millor actuació pop femenina". Però el premi va ser per a la cançó de Christina Aguilera "Ain't no other Man".
- Q Music Awards 2005 — Best Track for "Black Horse and the Cherry Tree"
- BRIT Awards 2006 — Best British Female Només Artist
- Ivor Novello Awards 2006 — Best Song Musically and Lyrically for "Suddenly I See"
- Scottish Style Awards 2006 — Most Stylish Band or Musician.

## Col·laboracions
Tunstall també apareix a la cançó "Lazarus", de Sophie Solomon de l'àlbum Poison Sweet Madeira, i fent els cors per a tres cançons: "Ladino Song", "Refugee" i "Yesterday's Mistake", com a artista convidada a l'àlbum d'Oi Va Voi Laughter Through Tears (2003).També va interpretar "Get Ur Freak On" de Missy Elliott i "Fake Plastic Trees" de Radiohead a Live Lounge.
El setè single de KT, "Another Place to Fall", va venir amb la versió de la cançó "Fake Plastic Trees" de Radiohead. Apareix també a l'últim àlbum de la cantant japonesa Yuki, en el que va escriure "Yume Miteitai" i "Birthday".
Va ser la convidada musical a un episodi de The Tonight Show with Jay Leno, interpretant "Black Horse and the Cherry Tree" i en la seva segona aparició cantant "Suddenly I See".
KT també va actuar a Cartoon Network Fridays a l'octubre del 2006. Va tocar les cançons "Black Horse and the Cherry Tree" i "Suddenly I See".
La cantautora apareix també a l'àlbum de la banda Travis (escocesos com KT) "The Boy With No Name", on col·labora amb la seva veu i guitarra a la cançó "Under The Moonlight"

## Nom
Quan li van preguntar sobre el seu sobrenom, "KT", en una entrevista prèvia als Brit Awards feta per Ken Bruce per a la BBC Radi 2, va dir que només era un abreujament de les inicials del seu nom, Kate Tunstall. Mentre estava estudiant al Royal Holloway actuava en un bar d'estudiants, sota el nom de "Katie". També era coneguda com a "Princess Street Busker".
En una entrevista per XM Satellite Ràdio (Hear Music, Channel 75) el 2006 va dir que PJ Harvey va ser la inspiració de l'abreujament del seu nom.

## Curiositats
- Tunstall va crear certa controvèrsia el 2005 quan va atacar públicament amb la cantautora Dido, dient que ella no sabia cantar després que molts admiradors les comparessin a les dues musicalment. Després, Tunstall es va disculpar, declarant que no volia estar embolicada en una disputa pública.
- Al maig del 2006, "Black Horse and the Cherry Tree" va ser interpretat dues vegades per Katharine McPhee a American Idol i també per la jove cantant croata Nika Turkovic.
- "Suddenly I See" va ser emprada als crèdits d'obertura de la pel·lícula The Devil Wears Prada però no obstant això aquesta cançó no apareix al disc de la banda sonora de la pel·lícula de 2006, a més d'haver estat escoltada en els crèdits finals de la pel·lícula Blind Date i també com a música de comiat per a les concursants femenines eliminades del Reality de la FOX So You Think You Can Dance. Va ser també emprada a la sèrie de l'ABC Six Degrees, a la sèrie de la BBC Torchwood i va tancar el primer episodi de la sèrie de TV Ugly Betty. Va ser també emprat a la telenovel·la brasilera Belíssima. A un episodi de la primera temporada de la sèrie de televisió The Loop. El videojoc Thrillville reprodueix aquesta cançó en les estacions de radi dels parcs d'atraccions. Va ser utilitzada també en sèries com Entre Fantasmes (Temporada 2) i Medium (Temporada 3). Actualment és utilitzada a l'anunci xilè de Nestea i al del nou desodorant de Rexona, Rexona extra fresh.
- Quatre de les seves cançons, incloent "Suddenly I See" van ser emprades a la sèrie Grey's Anatomy. La versió Acoustic Extravaganza de "Universe & O" està en la BSO de la segona temporada.

- "Suddenly I See" va ser una de les nou candidates per a la cançó de campanya d'Hillary Clinton.[4]
- "Black Horse and the Cherry Tree" va ser sentida en un episodi de la sèrie Angela's Eyes, i a l'episodi pilot i anuncis de la sèrie Men In Trees, i l'episodi 5 de la tercera temporada de the 4400.
- Encara que Tunstall va actuar a molts programes de televisió americans, no va ser fins al 17 de gener de 2007 que va ser entrevistada en un, més concretament The Ellen Degeneris Show.
- La cançó "Other Side of the World" és part de la banda sonora de Smallville (sèrie de televisió).
- KT va revelar el seu agraïment als seus seguidors homosexuals en una entrevista d'un diari. Ella també duia uns tirants amb l'arc de Sant Martí a la portada del seu àlbum.
- "Black Horse And The Cherry Tree" va ser emprat en un programa de TV peruà anomenat Habacilar
- A Argentina, la cançó "Other Side of the World" va ser la música d'un dels anuncis de la marca Ford per al seu model Ford Focus.
- El sample inicial de "Suddenly I See" va ser utilitzat en el començament d'un dels episodis del programa d'MTV3.
- "Suddenly I See" també apareixia en un anunci promocional de la franja Nicktoons de Nickelodeon Llatinoamèrica.
- Al 2010 es va publicar un article en el qual suposadament KT va atacar a diverses artistes pop, entre elles, a la cantant colombiana Shakira pel video de Loba, per utilitzar imatges sensuals per vendre música i amb això ser mal exemple. Però després que es publiqués l'article, KT va aclarir en el seu compte de Twitter que tot era mentida, dient: "Hola, bojos fans de Shakira! Jo crec que ella és molt talentosa. Saben què? Els mitjans volen crear baralles entre dones. No creieu tot el que llegiu".
- La cantant xilena de 16 anys Camila Silva va interpretar "Other Side of the World" a la seva audició per al programa de televisió Talent xilè (versió xilena de Britain's Got Talent), obtenint el pic més alt d'audiència del programa, juntament amb l'ovació del jurat i del públic. Posteriorment Camila guanyaria la competició. A més la cançó va tornar a la llista Top 100 de Xile en la ubicació número 91 producte de les vendes digitals i ràdios després de la seva presentació.
- "Black Horse and the Cherry Tree" sonava a l'espot publicitari Mall Costanera Center

## Discografia

### Enregistraments anteriors
- Tracks In July (2000)
  - Aquesta va ser un demo de KT que mai va ser publicat. L'única pista que va ser llançada des d'aquest àlbum en la seva forma original és "Little Favours", al vinil de 7 polzades "Under The Weather". "Gone To The Dogs" i "Change" van ser regravats per a l'àlbum Acoustic Extravaganza. "Little Favours" i "Paper Aeroplane" van ser regravats a l'àlbum Drastic Fantastic.
    - Aquest àlbum va ser gravat acústicament per la mateixa KT, amb veu i guitarra.
    - Hi ha moltes còpies falses a la venda a eBay, queden encara algunes còpies originals, les quals se saben que estan a la venda per almenys £150.

- KT Toons '03 (2003)
  - Aquest va ser un altre àlbum demo de KT que tampoc va comercialitzar mai.
    - Aquestes pistes van ser gravades en un estudi, amb percussió, guitarra elèctrica i teclats. No es va gravar acústicament com Tracks In July.
    - Una versió demo de "Other Side Of The World" des d'aquest àlbum, i una cançó anomenada "If Only" estaven disponibles per descarregar-se des del lloc web oficial de KT, després que ella signés un acord. "If Only" va ser regravada per a l'àlbum Drastic Fantastic, juntament amb Funnyman i Saving My Face.
    - Les pistes esmentades estan circulant a Internet, i estan disponibles per descarregar-se des d'algunes fonts. El seu single "Suddenly I See" va fer el seu debut fa més d'un any i va tornar a les llistes Australianes en el lloc 15 al març del 2007, va saltar al top amb el núm. 6; va ser nomenat single d'Or (35.000 còpies) el 23 de març. El seu àlbum va tornar a col·locar-se en el lloc 43 de les llistes en aquesta mateixa data.

- One Night In Gaia (2004)
  - Va ser un EP promocional, gravat en directe en el Gaia Music London en 2004.
    - La versió en directe de "One Day" d'aquest EP va ser posat a la venda en el single de Black Horse & The Cherry Tree, i la versió de "Immune" d'aquest EP va ser llançat comercialment en USA en el "Eye To The Telescope - Deluxe Edition"

### Àlbums d'estudi
| Àlbum                                      | Informació |
| ------------------------------------------ | --- |
| Eye to the Telescope (2004)                | - Va ser l'àlbum debut de KT - Data llançament:: 13 de desembre del 2004 - Discogràfica: Virgin, Relentless - Posicions Llesta musicals: #3 UK; #33 O.S.; #41 Canada; #43 Austràlia. - Des de gener del 2005 més de 2.6 milions de còpies van ser venudes. - Black Horse And Cherry Tree es va posicionar en el #12 a nivell mundial seguit de Other side Of The World Que es va posicionar en el #5 En el comptatge dels 100 més comandes del 2005, a Mèxic va aparèixer en la posició 20 other side of the world |
| KT Tunstall's Acoustic Extravaganza (2006) | - Disponible al principi a través de la seva pàgina web oficial. Data de llançament oficial: 5 d'octubre del 2006 via Relentlesss. - CD/DVD Album - Gravat en un dia a l'illa de Skye - Data llançament:: 15 de maig de 2006 (Solament per a la pàgina web), 5 d'octubre de 2006 (Llançament mundial) - Discogràfica: Virgin, Relentless |
| Drastic Fantastic (2007)                   | - És l'àlbum posterior a Eye to the Telescope. - gravat en els famosos Rockfield Studios a Gal·les. - Data llançament: 11 de setembre de 2007 - Discogràfiques: Virgin, Relentless |
| Tiger Suit (2010)                          | - És l'àlbum posterior a Drastic Fantastic. - gravat en el famós Hansa Tonstudio a Berlín. - Data llançament: 20 de setembre de 2010 - Discogràfiques: Virgin, Relentless |
| Invisible Empire // Crescent Moon (2013)   | - És l'àlbum posterior a Tiger Suit. - Data llançament: 6 d'agost de 2013 - Discogràfiques: Virgin |
| KIN (2016)                                 | - És l'àlbum posterior a Invisible Empire // Crescent Moon. - Data llançament: 9 de setembre de 2016 - Discogràfiques: Caroline Records, Sony/ATV Music Publishing |

### EP
| Any  | Detalls |
| ---- | --- |
| 2004 | False Alarm - Llançat 11 d'octubre de 2004 - Discogràfica: Relentless (RELCD #12) - Formats: LP, descàrrega digital                                                   |
| 2007 | Have Yourself a Very KT Christmas - Llançat 14 d'octubre de 2007 - Discogràfica: EMI (#5099950772421) - Formats: CD - Llançat exclusivament a tendes Target en els US |
| 2011 | The Scarlet Tulip EP - Llançat 1 de maig de 2011 - Discogràfica: Independent - Formats: Descàrrega digital                                                            |
| 2016 | Golden State EP - Llançat 16 de juliol de 2016 - Discogràfica: Caroline, Sony/ATV Music - Formats: Descàrrega digital, CD                                             |

### Senzills
| Any  | Títol                             | Millors posicions en llistes | Millors posicions en llistes | Millors posicions en llistes | Millors posicions en llistes | Millors posicions en llistes | Millors posicions en llistes | Millors posicions en llistes | Certificacions                         | Àlbum                |
| Any  | Títol                             | R.O · Regne Unit ·           | ALE · Alemanya ·             | BEL · Bèlgica ·              | IRL · Irlanda ·              | PB · Països Baixos ·         | SUI · Suïssa ·               | EUA · Estats Units ·         | Certificacions                         | Àlbum                |
| ---- | --------------------------------- | ---------------------------- | ---------------------------- | ---------------------------- | ---------------------------- | ---------------------------- | ---------------------------- | ---------------------------- | -------------------------------------- | -------------------- |
| 2004 | «Throw M'a Rope»                  | —                            | —                            | —                            | —                            | —                            | —                            | —                            | False Alarm                            |                      |
| 2005 | «Black Horse and the Cherry Tree» | 28                           | 51                           | 8                            | 16                           | 80                           | 92                           | 20                           | - CA: Platí                            | Eye to the Telescope |
| 2005 | «Other Side of the World»         | 13                           | —                            | —                            | 25                           | 21                           | —                            | —                            |                                        | Eye to the Telescope |
| 2005 | «Suddenly I See»                  | 12                           | 89                           | —                            | 25                           | 20                           | 46                           | 21                           | - AUS: Plata - CA: Platí - R.O.: Plata | Eye to the Telescope |
| 2005 | «Under the Weather»               | 39                           | —                            | —                            | —                            | —                            | —                            | —                            |                                        | Eye to the Telescope |
| 2006 | «Another Place to Fall»           | 52                           | —                            | —                            | —                            | —                            | —                            | —                            |                                        | Eye to the Telescope |
| 2007 | «Hold On»                         | 21                           | 100                          | 12                           | 39                           | 46                           | 26                           | 104                          | Drastic Fantastic                      |                      |
| 2007 | «Saving My Face»                  | 50                           | —                            | —                            | —                            | —                            | 93                           | —                            | Drastic Fantastic                      |                      |
| 2008 | «If Only»                         | 45                           | —                            | —                            | —                            | —                            | —                            | —                            | Drastic Fantastic                      |                      |
| 2010 | «Fade Like a Shadow»              | —                            | —                            | —                            | —                            | —                            | —                            | —                            | Tiger Suit                             |                      |
| 2010 | «(Still a) Weirdo»                | 39                           | —                            | 11                           | —                            | —                            | —                            | —                            | Tiger Suit                             |                      |
| 2010 | «Glamur Puss»                     | —                            | —                            | —                            | —                            | —                            | —                            | —                            | Tiger Suit                             |                      |
| 2013 | «Feel It All»                     | —                            | —                            | —                            | —                            | —                            | —                            | —                            | Invisible Empire // Crescent Moon      |                      |
| 2013 | «Invisible Empire»                | —                            | —                            | —                            | —                            | —                            | —                            | —                            | Invisible Empire // Crescent Moon      |                      |
| 2013 | «Made of Glass»                   | —                            | —                            | —                            | —                            | —                            | —                            | —                            | Invisible Empire // Crescent Moon      |                      |
| 2013 | «Come On, Get In»                 | 110                          | —                            | —                            | —                            | —                            | —                            | —                            | Tiger Suit                             |                      |